# Newskoje (Kaliningrad, Gurjewsk)
Newskoje (russisch Невское, zunächst Alexandro-Newskoje, deutsch Kummerau, auch Cummerau) ist ein Ort in der russischen Oblast Kaliningrad. Er befindet sich im Rajon Gurjewsk und gehört zur kommunalen Selbstverwaltungseinheit Stadtkreis Gurjewsk.

## Geografische Lage
Der Ort befindet sich nordöstlich der Stadt Kaliningrad und geht unmittelbar in diese über. Die Grenze verläuft entlang der  Starosapernia ul. (ehemals Funkerweg und Kummerauer Str.), der Surikowa ul. und der Starokamennaja ul. (Verlängerung der Straße Alt Kummerau).

## Ortsname
Der Ort ist nach dem russischen Fürsten Alexander Newski benannt.

## Geschichte
Der Ort wurde vor 1337 gegründet. Im Jahr 1874 wurde die Landgemeinde Cummerau in den Amtsbezirk Quednau innerhalb des Landkreises Königsberg eingeordnet. Im Jahre 1910 zählte die Landgemeinde 114 Einwohner. Im Jahr 1927 wurde die Landgemeinde Cummerau in die Stadt Königsberg eingegliedert. Nach dem Zweiten Weltkrieg wurden die Königsberger Stadtteile (Alt-)Rothenstein und Kummerau im Jahr 1949 unter dem Namen Alexandro-Newskoje zusammengefasst. Der östliche Teil von Kummerau wurde im Jahr 1950 (oder später) aus der Stadt Kaliningrad ausgegliedert und unter der Bezeichnung Alexandro-Newskoje Verwaltungssitz des im Jahr 1950 eingerichteten Dorfsowjets Kutusowski selski Sowet im Rajon Gurjewsk. Vor 1975 wurde der Name zu Newskoje verkürzt. Von 2008 bis 2013 gehörte der Ort zur Landgemeinde Kutusowskoje selskoje posselenije und seither zum Stadtkreis Gurjewsk.